# دوست بدار برادرم
دوست بدار برادرم (انگلیسی: Sev Kardeşim) یک فیلم به کارگردانی ارتم اقیلمز است که در سال ۱۹۷۲ منتشر شد. از بازیگران آن می‌توان به عدیله ناشط اشاره کرد.